# Italo Rizza
Italo Rizza (Roncade, 19 febbraio 1940) è un ex calciatore italiano, di ruolo difensore.

## Carriera
Gioca per nove anni nel Prato, con cui ottiene due promozioni in Serie B nel 1959-1960 e nel 1962-1963 e tre retrocessioni in Serie C nelle stagioni 1958-1959, 1961-1962 e 1963-1964; nei quattro campionati di Serie B disputati totalizza 118 presenze e 4 gol.
Nel 1967 si trasferisce al Siena in Serie C.

## Palmarès

### Club

#### Competizioni nazionali
- Serie C: 2

Prato: 1959-1960, 1962-1963